# Jacaratia heptaphylla
Jacaratia heptaphylla är en tvåhjärtbladig växtart som först beskrevs av Vell., och fick sitt nu gällande namn av A. Dc. Jacaratia heptaphylla ingår i släktet Jacaratia och familjen Caricaceae. Inga underarter finns listade i Catalogue of Life.